# 中华人民共和国各级人民代表大会常务委员会监督法
《中华人民共和国各级人民代表大会常务委员会监督法》是一部中华人民共和国法律，该法律于2006年8月27日在第十届全国人民代表大会常务委员会通过，并于2007年1月1日起施行。

## 立法缘由
《中华人民共和国各级人民代表大会常务委员会监督法》的第一条是“为保障全国人民代表大会常务委员会和县级以上地方各级人民代表大会常务委员会依法行使监督职权，发展社会主义民主，推进依法治国，根据宪法，制定本法。”

## 实施
《中华人民共和国各级人民代表大会常务委员会监督法》的最后一条是“本法自2007年1月1日起施行。”